# Z11 Bernd von Arnim
Lo Z11 Bernd von Arnim fu un cacciatorpediniere della Kriegsmarine tedesca, undicesima unità della classe Zerstörer 1934 ed entrato in servizio nel dicembre 1938.
Attiva durante la seconda guerra mondiale, l'unità operò nel Mare del Nord per poi prendere parte, nell'aprile 1940, alla campagna di Norvegia: la nave partecipò tanto alla prima quanto alla seconda battaglia navale di Narvik, finendo infine autoaffondata dal suo stesso equipaggio il 13 aprile 1940 per evitare che cadesse in mano al nemico.

## Storia
Impostata a Kiel il 26 aprile 1935 nei cantieri della Germaniawerft, l'unità fu varata l'8 luglio 1936 con il nome di Z11 Bernd von Arnim in onore del Kapitänleutnant Bernd von Arnim, ufficiale della Kaiserliche Marine ucciso in azione contro i britannici il 21 aprile 1917 durante la battaglia dello Stretto di Dover; la nave entrò poi in servizio il 6 dicembre 1938 agli ordini del Korvettenkapitän Rechel.
In forza alla 6ª Flottiglia cacciatorpediniere, allo scoppio della seconda guerra mondiale nel settembre 1939 lo Arnim operò tra il Kattegat e lo Skagerrak per ispezionare i mercantili appartenenti a nazioni neutrali e impedire il contrabbando di merci a favore degli Alleati; durante questo servizio, il cacciatorpediniere fermò e catturò due mercantili danesi diretti nel Regno Unito. Il 13 settembre il cacciatorpediniere partecipò alla posa di uno sbarramento difensivo di mine navali nel Mare del Nord, mentre il 7 ottobre lo Arnim prese parte alla sortita di una formazione comprendente la nave da battaglia Gneisenau, l'incrociatore leggero Köln e altri otto cacciatorpediniere, diretta verso le coste meridionali della Norvegia: non furono individuate unità nemiche e la formazione rientrò alla base senza aver ottenuto alcun risultato.

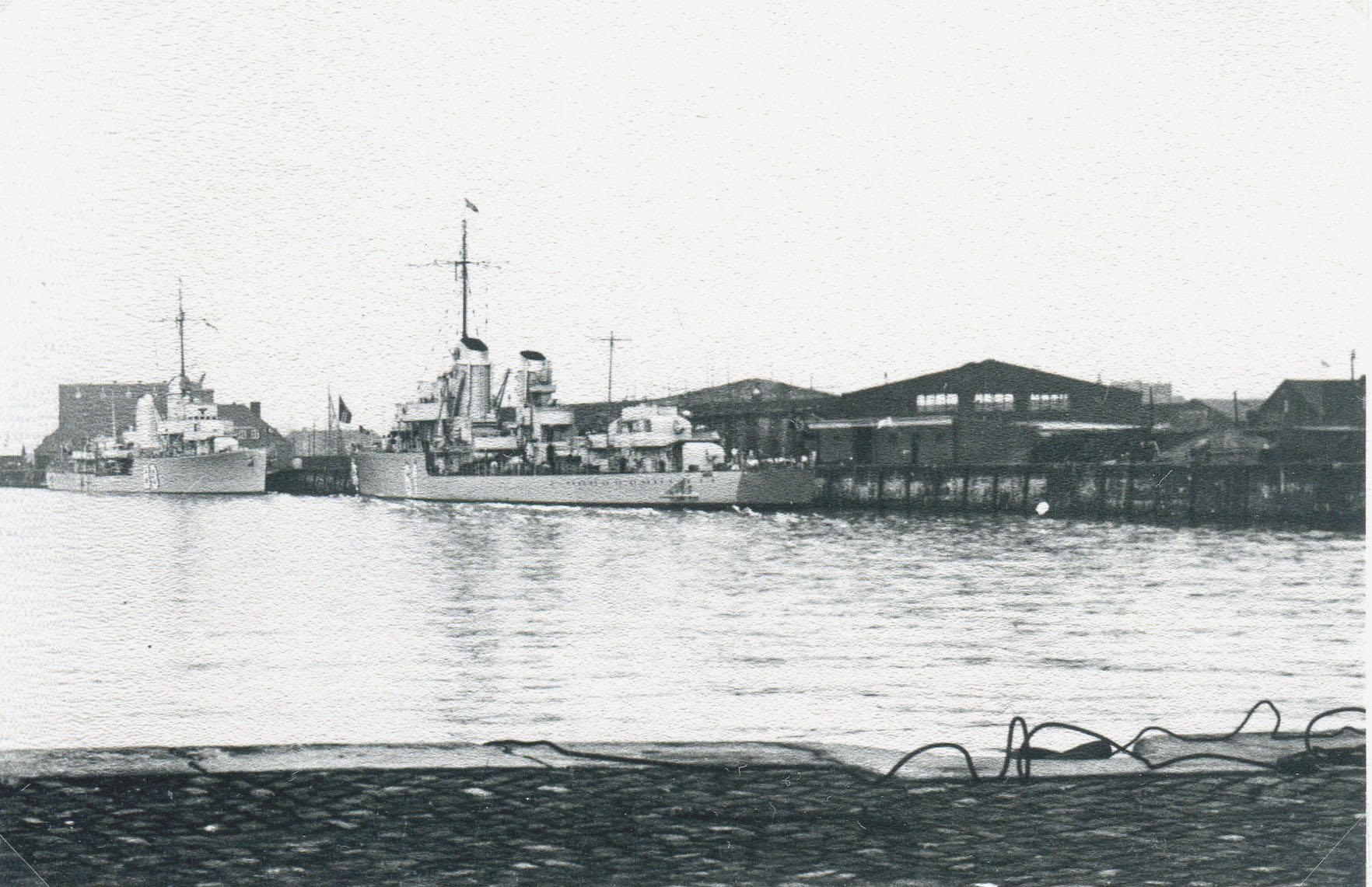
Lo Arnim e lo Z9 Wolfgang Zenker all'àncora a Bremerhaven nel 1938

Nella notte tra il 17 e il 18 novembre 1939, lo Arnim e altri due cacciatorpediniere (Z19 Hermann Künne e Z21 Wilhelm Heidkamp) partecipò alla sua prima missione di minamento offensivo al largo delle coste orientali dell'Inghilterra, posando uno sbarramento minato al largo dell'estuario del Tamigi su cui, nei giorni successivi, andarono perduti il pattugliatore Mastiff, un dragamine e sei mercantili per un totale di 27.467 tonnellate di stazza; il 21 novembre lo Arnim e altri due cacciatorpediniere scortarono nel primo tratto del loro viaggio le navi da battaglia Scharnhorst e Gneisenau dirette a compiere un'incursione nell'Atlantico settentrionale. Nella notte tra il 6 e il 7 dicembre l'unità salpò con i cacciatorpediniere Z10 Hans Lody e Z12 Erich Giese per una seconda missione di minamento al largo dell'Inghilterra, ma dovette rientrare prematuramente a causa di noie ai motori.
Ai primi di aprile 1940 lo Arnim fu destinato all'operazione Weserübung, l'invasione tedesca di Norvegia e Danimarca: unitamente a una flottiglia di altri nove cacciatorpediniere, l'unità avrebbe dovuto trasportare un contingente di truppe da montagna del Gebirgsjägerregiment 139 fino allo strategico porto di Narvik nel nord della Norvegia. Dopo un lungo viaggio attraverso il Mare del Nord, il 7 aprile le unità tedesche furono attaccate dal cacciatorpediniere britannico Glowworm che, nonostante un'eroica e disperata resistenza, fu annientato dall'incrociatore Admiral Hipper. Quindi, penetrarono nel fiordo di Narvik (Ofotfjord) la mattina del 9 aprile: mentre varie unità venivano distaccate nei diversi rami del fiordo per far scendere le truppe imbarcate, lo Arnim e i cacciatorpediniere Wilhelm Heidkamp e Z2 Georg Thiele si diressero sul porto di Narvik dove furono affrontati da due anziane corazzate costiere norvegesi classe Norge, la Eidsvold e la Norge. I tedeschi tentarono di negoziare la resa delle forze norvegesi, ma davanti al loro rifiuto passarono decisamente all'attacco: nel giro di cinque minuti lo Heidkamp silurò e affondò la Edsvold mentre lo Arnim faceva lo stesso con la Norge, causando gravi perdite tra gli equipaggi norvegesi.
Portata a termine la missione, le navi tedesche avrebbero dovuto senza indugi fare ritorno in patria, ma una delle petroliere che trasportavano il carburante necessario per il viaggio di ritorno era stata intercettata dal nemico e questo contrattempo ritardò la partenza consentendo alla Royal Navy britannica di reagire: la mattina del 10 aprile una formazione di cinque cacciatorpediniere britannici penetrò nell'Ofotfjord e attaccò il porto di Narvik, dove i cacciatorpediniere tedeschi Z22 Anton Schmitt e Wilhelm Heidkamp furono silurati e affondati mentre si trovavano all'ormeggio. Le unità britanniche invertirono la rotta e tentarono di ripiegare fuori dal fiordo venendo però inseguiti dallo Arnim e dal Thiele, le uniche unità tedesche a essere state già rifornite di carburante: nello scontro, le unità tedesche affondarono i cacciatorpediniere HMS Hardy (capoflottiglia) e HMS Hunter ma le restanti unità britanniche riuscirono a disimpegnarsi, non prima di aver piazzato vari colpi di cannone sulle due navi nemiche.
Riparati i danni, lo Arnim era una delle poche unità tedesche rifornite e pronte al combattimento quando i britannici ritornarono nel fiordo di Narvik il 13 aprile con forze ben maggiori (la nave da battaglia HMS Warspite e nove cacciatorpediniere): la nave impegnò le unità britanniche fino a esaurire i suoi siluri, dopodiché si recò con altri tre cacciatorpediniere tedeschi sul fondo del fiordo di Rombaken dove, coperto da una cortina fumogena, fu evacuato dall'equipaggio e quindi autoaffondato per evitarne la cattura da parte del nemico.